# 월터 라우션부시

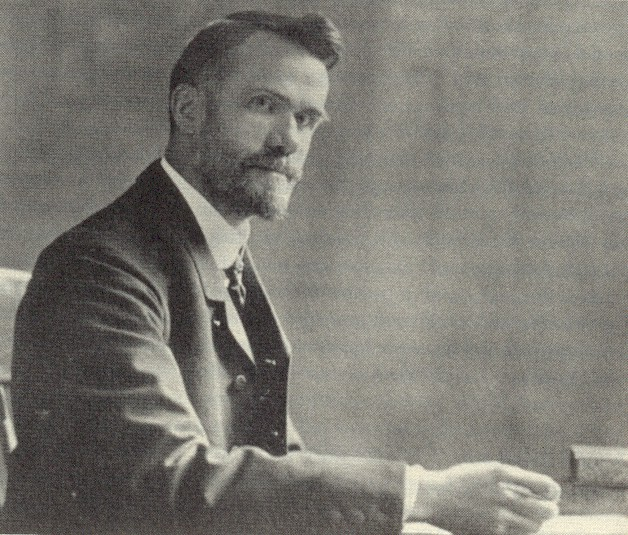

월터 라우션부시(영어: Walter Rauschenbusch, 1861년-1918년)는 미국의 개신교 신학자, 침례교 목사, 사회복음주의 운동가이다. 뉴욕에서 독일계 개신교 목사의 아들로 태어났으며, 로체스터 신학교에서 공부하였다. 현재 로체스트 신학교에서는 기념관을 만들어 월터 라우셴부시를 기념하고 있다. 마틴 루터 킹 목사, 성공회 데즈먼드 투투 대주교, 그의 손자인 리처드 로티에게 영향을 주었다.

## 사역
그는 1880년경에 뉴욕시의 헬키친(Hell Kitchen)의 근처에서 사역을 하였는 데, 가난하고 소외된 사람들에 대하여 자신이 할 수 있는 것이 무엇일까를 고민하다가 ' 영혼과 몸' 모두를 사역하는 데에 올인하기로 결심하였다. 그는 전통적인 성경과 속죄의 교리를 포기하고, 예수께서 오직 이타주의를 위해서 십자가에서 죽으셨다고 주장하였다.

## 같이 보기
- 찰스 셸던

1. ↑  Keller, Timothy (2010). 《Generous justice : how God's grace makes us just》 1판. New York, N.Y.: Dutton, Penguin Group USA. xiv쪽. ISBN 978-0-525-95190-2.